# UCI Europe Tour 2005
Die UCI Europe Tour ist der vom Weltradsportverband UCI zur Saison 2005 eingeführte europäische Straßenradsport-Kalender unterhalb der UCI ProTour.
Die Eintagesrennen und Etappenrennen der UCI Europe Tour sind in drei Kategorien (HC, 1 und 2) eingeteilt. Bei jedem Rennen werden Punkte für eine Wertung vergeben. An der Wertung der UCI Europe Tour nehmen die Professional Continental Teams und die Continental Teams teil. An den einzelnen Rennen können auch ProTeams teilnehmen.

## Endstand
| Platz | Fahrer            | Punkte |
| ----- | ----------------- | ------ |
| 01.   | Murilo Fischer    | 748    |
| 02.   | Stefan van Dijk   | 503    |
| 03.   | Nico Eeckhout     | 492    |
| 04.   | Ruggero Marzoli   | 456    |
| 05.   | Stefan Schumacher | 441    |
| 06.   | Danilo Napolitano | 440    |
| 07.   | Luca Mazzanti     | 413    |
| 08.   | Wladimir Jefimkin | 402    |
| 09.   | Paride Grillo     | 357    |
| 10.   | Nico Sijmens      | 356    |

| Platz | Team                       | Punkte |
| ----- | -------------------------- | ------ |
| 01.   | Ceramica Panaria-Navigare  | 1847   |
| 02.   | ag2r Prévoyance            | 1720,2 |
| 03.   | Comunidad Valenciana       | 1654,8 |
| 04.   | Barloworld-Valsir          | 1494   |
| 05.   | Naturino-Sapore di Mare    | 1487   |
| 06.   | Team L.P.R.                | 1400   |
| 07.   | Rabobank Continental       | 1384   |
| 08.   | MrBookmaker.com-SportsTech | 1200   |
| 09.   | Landbouwkrediet-Colnago    | 1199   |
| 10.   | Intel-Action               | 1091   |

| Platz | Nation      | Punkte |
| ----- | ----------- | ------ |
| 01.   | Italien     | 2894   |
| 02.   | Spanien     | 2432   |
| 03.   | Niederlande | 2135   |
| 04.   | Polen       | 1973   |
| 05.   | Belgien     | 1928   |
| 06.   | Russland    | 1762   |
| 07.   | Frankreich  | 1707   |
| 08.   | Deutschland | 1501   |
| 09.   | Tschechien  | 1234   |
| 10.   | Portugal    | 1168   |

## Februar
| Datum   | Rennen                                 | Kat. | Sieger              | Team                       |
| ------- | -------------------------------------- | ---- | ------------------- | -------------------------- |
| 1.      | Grand Prix d’Ouverture La Marseillaise | 1.1  | Nicki Sørensen      | CSC                        |
| 2.–6.   | Étoile de Bessèges                     | 2.1  | Freddy Bichot       | fdjeux.com                 |
| 6.      | Trofeo Mallorca                        | 1.1  | Óscar Freire        | Rabobank                   |
| 6.      | GP Costa degli Etruschi                | 1.1  | Alessandro Petacchi | Fassa Bortolo              |
| 7.      | Trofeo Alcudia                         | 1.1  | Óscar Freire        | Rabobank                   |
| 8.      | Trofeo Soller                          | 1.1  | Alejandro Valverde  | Illes Balears              |
| 9.      | Trofeo Manacor                         | 1.1  | Alejandro Valverde  | Illes Balears              |
| 9.–13.  | Mittelmeer-Rundfahrt                   | 2.1  | Jens Voigt          | CSC                        |
| 10.     | Trofeo Calvia                          | 1.1  | Antonio Colom       | Illes Balears              |
| 10.–13. | GP Internacional Costa Azul            | 2.1  | Rubén Plaza         | Comunidad Valenciana       |
| 13.–17. | Ruta del Sol                           | 2.1  | Francisco Cabello   | Comunidad Valenciana       |
| 15.     | Trofeo Laigueglia                      | 1.1  | Kim Kirchen         | Fassa Bortolo              |
| 16.–20. | Algarve-Rundfahrt                      | 2.1  | Hugo Sabido         | Paredes Rota dos Moveis    |
| 19.     | Tour du Haut-Var                       | 1.1  | Philippe Gilbert    | fdjeux.com                 |
| 19.     | Trofeo Luis Puig                       | 1.1  | Alessandro Petacchi | Fassa Bortolo              |
| 19.–20. | Critérium des Espoirs                  | 2.2  | Jean Mespoulède     | Auber 93                   |
| 20.     | Classic Haribo                         | 1.1  | Gorik Gardeyn       | MrBookmaker.com-SportsTech |
| 22.–26. | Valencia-Rundfahrt                     | 2.1  | Alessandro Petacchi | Fassa Bortolo              |
| 26.     | GP Chiasso                             | 1.1  | Kim Kirchen         | Fassa Bortolo              |
| 26.     | Omloop Het Volk                        | 1.HC | Nick Nuyens         | Quick Step                 |
| 26.     | Beverbeek Classic                      | 1.2  | Jarno Van Mingeroet | Profel Cycling Team        |
| 27.     | Clásica de Almería                     | 1.1  | José Iván Gutiérrez | Illes Balears              |
| 27.     | Kuurne–Brüssel–Kuurne                  | 1.1  | George Hincapie     | Discovery Channel          |
| 27.     | GP di Lugano                           | 1.1  | Rik Verbrugghe      | Quick Step                 |

## März
| Datum   | Rennen                                  | Kat. | Sieger                    | Team                       |
| ------- | --------------------------------------- | ---- | ------------------------- | -------------------------- |
| 2.–6.   | Murcia-Rundfahrt                        | 2.1  | Koldo Gil                 | Liberty Seguros            |
| 5.      | Mailand–Turin                           | 1.HC | Fabio Sacchi              | Fassa Bortolo              |
| 6.      | Trofeo Zssdi                            | 1.2  | Maurizio Biondo           | GS Promosport              |
| 6.      | Prix de Lillers-Souvenir Bruno Comini   | 1.2  | Johan Coenen              | MrBookmaker.com-SportsTech |
| 6.      | Giro del Lago Maggiore                  | 1.2  | Mauro Santambrogio        | L.P.R.                     |
| 6.      | Les Monts Luberon - Trophée Luc Leblanc | 1.2  | Florent Brard             |                            |
| 7.      | Giro della Provincia di Lucca           | 1.1  | Mario Cipollini           | Liquigas-Bianchi           |
| 10.–13. | GP Internacional do Oeste               | 2.2  | Cândido Barbosa           | L.A. Aluminios             |
| 13.     | Poreč Trophy                            | 1.2  | Jochen Summer             |                            |
| 13.     | Paris–Troyes                            | 1.2  | Florent Brard             |                            |
| 13.     | Omloop van het Waasland                 | 1.2  | Gorik Gardeyn             | MrBookmaker.com-SportsTech |
| 13.     | Giro del Mendrisiotto                   | 1.2  | Michele Maccanti          | L.P.R.                     |
| 13.     | Bordeaux–Saintes                        | 1.2  | John Nilsson              | Auber 93                   |
| 16.     | Nokere-Koerse                           | 1.1  | Steven De Jongh           | Rabobank                   |
| 17.–20. | Jadranska Magistrala                    | 2.2  | Borut Božič               | Perutnina Ptuj             |
| 18.     | Classic Loire Atlantique                | 1.2  | José Alberto Martínez     | Agritubel-Loudun           |
| 20.     | GP Cholet-Pays de la Loire              | 1.1  | Pierrick Fédrigo          | Bouygues Télécom           |
| 20.     | GP Rudy Dhaenens                        | 1.1  | Koen Barbé                | Chocolade Jacques          |
| 20.     | La Roue Tourangelle                     | 1.2  | Gilles Canouet            | Agritubel-Loudun           |
| 20.     | GP San Giuseppe                         | 1.2  | Martin Pedersen           | GLS                        |
| 20.     | Stausee-Rundfahrt Klingnau              | 1.1  | Danilo Napolitano         | L.P.R.                     |
| 21.–27. | Tour de Normandie                       | 2.2  | Kai Reus                  | Rabobank Continental       |
| 21.–25. | Setmana Catalana                        | 2.HC | Alberto Contador          | Liberty Seguros            |
| 22.–26. | Settimana Internazionale                | 2.1  | Franco Pellizotti         | Liquigas-Bianchi           |
| 23.     | Quer durch Flandern                     | 1.1  | Nico Eeckhout             | Chocolade Jacques          |
| 23.–26. | The Paths of King Nikola                | 2.2  | Mitja Mahorič             | Perutnina Ptuj             |
| 26.     | E3-Preis Flandern                       | 1.HC | Tom Boonen                | Quick Step                 |
| 26.–27. | Critérium International                 | 2.HC | Bobby Julich              | CSC                        |
| 27.     | Pfeil von Brabant                       | 1.1  | Óscar Freire              | Rabobank                   |
| 28.     | Rund um Köln                            | 1.1  | David Kopp                | Wiesenhof                  |
| 28.     | Giro della Provincia Reggio-Calabria    | 1.1  | Guillermo Rubén Bongiorno | Ceramica Panaria-Navigare  |
| 28.     | Giro del Belvedere                      | 1.2  | Gianluca Coletta          |                            |
| 29.     | Paris–Camembert                         | 1.1  | Laurent Brochard          | Bouygues Télécom           |
| 29.     | GP Palio del Recioto                    | 1.2  | Andrej Kunizki            |                            |
| 29.–31. | Drei Tage von De Panne                  | 2.HC | Stijn Devolder            | Discovery Channel          |

## April
| Datum   | Rennen                                                  | Kat. | Sieger                   | Team                      |
| ------- | ------------------------------------------------------- | ---- | ------------------------ | ------------------------- |
| 1.      | Route Adélie                                            | 1.1  | Daniele Contrini         | L.P.R.                    |
| 1.      | Le Triptyque des Monts et Châteaux - Frasnes            | 2.2  | Marc de Maar             | Rabobank Continental      |
| 2.      | Hel van het Mergellands                                 | 1.1  | Nico Sijmens             | Landbouwkrediet-Colnago   |
| 2.      | Gran Premio Miguel Induráin                             | 1.1  | Javier Pascual Rodríguez | Comunidad Valenciana      |
| 2.      | La Boucle de l’Artois                                   | 1.2  | Jérôme Bouchet           |                           |
| 3.      | Grand Prix de Rennes                                    | 1.1  | Ludovic Turpin           | AG2R                      |
| 3.      | Tour du Lac Léman                                       | 1.2  | Jonas Ljungblad          | Amore & Vita-Beretta      |
| 3.      | Archer Grand Prix                                       | 1.2  | John Tanner              | Tritech                   |
| 5.–8.   | Circuit Cycliste Sarthe                                 | 2.1  | Sylvain Chavanel         | Cofidis                   |
| 6.–10.  | Cinturón a Mallorca                                     | 2.2  | Dmitri Kosontschuk       | Rabobank Continental      |
| 7.      | GP Pino Cerami                                          | 1.1  | Kai Reus                 | Rabobank Continental      |
| 7.–10.  | Settimana Lombarda                                      | 2.2  | Riccardo Riccò           |                           |
| 8.–10.  | Circuit des Ardennes                                    | 2.2  | Florian Morizot          |                           |
| 9.      | Ronde van Drenthe                                       | 1.1  | Marcel Sieberg           | Lamonta                   |
| 10.     | Grand Prix International de la ville de Nogent-sur-Oise | 1.2  | Tristan Valentin         | Auber 93                  |
| 10.     | Clasica Primavera                                       | 1.1  | David Etxebarria         | Liberty Seguros           |
| 13.     | Scheldepreis                                            | 1.HC | Thorwald Veneberg        | Rabobank                  |
| 13.–17. | Aragon-Rundfahrt                                        | 2.1  | Rubén Plaza              | Comunidad Valenciana      |
| 13.–17. | Tour du Loir-et-Cher                                    | 2.2  | Marc de Maar             | Rabobank Continental      |
| 14.     | Grand Prix de Denain                                    | 1.1  | Jimmy Casper             | Cofidis                   |
| 15.     | Veenendaal-Veenendaal                                   | 1.HC | Paul van Schalen         | AXA                       |
| 15.–17. | Tour Nord-Isère                                         | 2.2  | Maint Berkenbosch        | Trientalis-Apac           |
| 16.     | Tour du Finistère                                       | 1.1  | Simon Gerrans            | AG2R                      |
| 17.     | Tro Bro Leon                                            | 1.1  | Tristan Valentin         | Auber 93                  |
| 17.     | Giro d’Oro                                              | 1.1  | Luca Mazzanti            | Ceramica Panaria          |
| 17.     | Rund um Düren                                           | 1.2  | Robert Retschke          | Comnet-Senges             |
| 18.–22. | Griechenland-Rundfahrt                                  | 2.2  | Waleri Dmitrijew         |                           |
| 19.–22. | Giro del Trentino                                       | 2.1  | Julio Pérez Cuapio       | Ceramica Panaria          |
| 20.–24. | Niedersachsen-Rundfahrt                                 | 2.1  | Stefan Schumacher        | Shimano-Memory Corp       |
| 20.–24. | Vuelta a Extremadura                                    | 2.2  | Luis Roberto Álvarez     |                           |
| 21.–24. | Vuelta a La Rioja                                       | 2.1  | Javier Pascual Rodríguez | Comunidad Valenciana      |
| 21.–24. | Szlakiem Grodów Piastowskich                            | 2.2  | Zbigniew Piątek          |                           |
| 23.–27. | Grand Prix of Sochi                                     | 2.2  | Alexander Chatunzew      | Omnibike Dynamo Moscow    |
| 24.     | Giro dell’Appennino                                     | 1.1  | Gilberto Simoni          | Lampre-Caffita            |
| 24.     | Ronde van Noord-Holland                                 | 1.1  | Paul van Schalen         | AXA                       |
| 24.     | Berner Rundfahrt                                        | 1.1  | René Weissinger          | Volksbank Ideal           |
| 24.     | Paris-Mantes-en-Yvelines Espoirs                        | 1.2  | Maxime Méderel           | Auber 93                  |
| 24.     | Trofeo Torino–Biella                                    | 1.2  | Denis Shkarpeta          |                           |
| 24.     | GP Liberazione                                          | 1.2  | Christopher Sutton       |                           |
| 25.-1.  | Ruban Granitier Breton                                  | 2.2  | Stéphane Petilleau       | Bretagne-Jean Floc'h      |
| 27.–30. | Circuit de Lorraine                                     | 2.1  | Andris Naudužs           | Naturino-Sapore di Mare   |
| 27.-1.  | Vuelta a Castilla y León                                | 2.1  | Carlos García Quesada    | Comunidad Valenciana      |
| 30.     | Grand Prix Herning                                      | 1.1  | Michael Blaudzun         | CSC                       |
| 30.     | GP Industria & Artigianato Larciano                     | 1.1  | Luca Mazzanti            | Ceramica Panaria-Navigare |

## Mai
| Datum   | Rennen                                      | Kat. | Sieger               | Team                                |
| ------- | ------------------------------------------- | ---- | -------------------- | ----------------------------------- |
| 1.      | Rund um den Henninger-Turm                  | 1.HC | Erik Zabel           | T-Mobile                            |
| 1.      | CSC Classic                                 | 1.1  | Jacob Moe Rasmussen  | GLS                                 |
| 1.      | Trophée des Grimpeurs                       | 1.1  | Philippe Gilbert     | fdjeux.com                          |
| 1.      | Giro di Toscana                             | 1.1  | Daniele Bennati      | Lampre-Caffita                      |
| 1.      | Memorial Andrzeja Trochnowskiego            | 1.2  | František Rabon      | PSK Whirlpool                       |
| 1.      | Ereprijs Victor De Bruyne                   | 1.2  | Hamish Robert Haynes | Cyclingnews.com                     |
| 1.–8.   | Presidential Cycling Tour of Turkey         | 2.2  | Swetoslaw Tschanliew |                                     |
| 2.      | Grand Prix of Moscow                        | 1.2  | Alexei Schmidt       | Omnibike Dynamo Moscow              |
| 2.–5.   | Uniqa Classic                               | 2.1  | Bram de Groot        | Rabobank                            |
| 3.      | Miedzynarodowy 3-cio Majow Wyscig Kolarski  | 1.2  | Cezary Zamana        | Intel-Action                        |
| 3.      | Mayor Cup                                   | 1.2  | Iwan Terenin         | Omnibike Dynamo Moscow              |
| 4.–8.   | Vier Tage von Dünkirchen                    | 2.HC | Pierrick Fédrigo     | Bouygues Télécom                    |
| 5.      | Rund um die Braunkohle                      | 1.2  | Marek Maciejewski    | Grupa PSB                           |
| 5.–8.   | Flèche du Sud                               | 2.2  | Wolfram Wiese        | Comnet-Senges                       |
| 5.–9.   | Five Rings of Moscow                        | 2.2  | Eduard Worganow      | Omnibike Dynamo Moscow              |
| 7.      | Ronde van Overyssel                         | 1.2  | Arno Wallaard        | Bert Story-Piels                    |
| 7.–8.   | Clásica Alcobendas                          | 2.1  | Pawel Tonkow         | L.P.R.                              |
| 8.      | Trofeo Alcide Degasperi                     | 1.2  | David Garbelli       |                                     |
| 8.      | Omloop der Kempen                           | 1.2  | Niki Terpstra        | AXA                                 |
| 8.      | GP Industrie del Marmo                      | 1.2  | Alessio Signego      |                                     |
| 8.      | Lincoln International Grand Prix            | 1.2  | Russell Downing      | Recycling.co.uk-MG-Xpower-Litespeed |
| 11.     | Memorial of Oleg Dyachenko                  | 1.2  | Maxim Karpatschew    | Omnibike Dynamo Moscow              |
| 11.–15. | Rheinland-Pfalz-Rundfahrt                   | 2.1  | Stefan Schumacher    | Shimano-Memory Corp                 |
| 12.–15. | Grand Pri Sunny Beach                       | 2.2  | Jewgeni Gerganow     |                                     |
| 13.–15. | Tour de Picardie                            | 2.1  | Janek Tombak         | Cofidis                             |
| 14.–22. | Olympia’s Tour                              | 2.2  | Stef Clement         | Rabobank Continental                |
| 15.     | Circuito del Porto - Trofeo Arvedi          | 1.2  | Maximiliano Richeze  |                                     |
| 16.     | GP de Villers-Cotterêts                     | 1.1  | Bradley McGee        | fdjeux.com                          |
| 21.     | Clásica Memorial Txuma                      | 1.2  | Nikolai Trussow      | Lokomotiv                           |
| 22.     | Tour de Vendée                              | 1.1  | Jonas Ljungblad      | Amore & Vita                        |
| 22.–29. | FBD Insurance Rás                           | 2.2  | Chris Newton         | Recycling.co.uk-MG-Xpower-Litespeed |
| 24.–29. | Vuelta a Navarra                            | 2.2  | Pawel Brutt          | Lokomotiv                           |
| 25.–29. | Belgien-Rundfahrt                           | 2.1  | Tom Boonen           | Quick Step                          |
| 25.–29. | Bayern-Rundfahrt                            | 2.HC | Michael Rich         | Gerolsteiner                        |
| 25.–29. | Volta ao Alentejo                           | 2.1  | Xavier Tondo         | Catalunya-Angel Mir                 |
| 25.–29. | Tour de Gironde                             | 2.2  | Charles Guilbert     | Bretagne-Jean Floc'h                |
| 27.     | Tartu GP                                    | 1.1  | Tomas Vaitkus        | AG2R                                |
| 27.     | Grand Prix Jamp                             | 1.2  | Andrei Misurow       | Capec                               |
| 28.     | E.O.S. Tallinn Grand Prix                   | 1.1  | Janek Tombak         | Nesebar                             |
| 28.     | GP Möbel Alvisse                            | 1.2  | James Lewis Perry    | Konica Minolta                      |
| 27.     | Grand Prix Kooperativa                      | 1.2  | Piotr Przydział      | DHL-Author                          |
| 29.     | Gran Premio de Llodio                       | 1.1  | David Herrero        | Euskaltel                           |
| 29.     | GP Eaux Minérales de Beckerich              | 1.2  | Arno Wallaard        | Bert Story-Piels                    |
| 29.     | Grand Prix Palma                            | 1.2  | Oleksandr Klymenko   | Grupa PSB                           |
| 31.     | Europäische Kleinstaatenspiele – Zeitfahren | JR   | Laurent Didier       | Luxemburg                           |

## Juni
| Datum   | Rennen                                         | Kat. | Sieger                | Team                       |
| ------- | ---------------------------------------------- | ---- | --------------------- | -------------------------- |
| 1.–5.   | Euskal Bizikleta                               | 2.HC | Eladio Jiménez        | Comunidad Valenciana       |
| 2.–5.   | Luxemburg-Rundfahrt                            | 2.HC | László Bodrogi        | Crédit Agricole            |
| 3.      | Europäische Kleinstaatenspiele – Straßenrennen | JR   | Dimitri Jiriakov      | Liechtenstein              |
| 4.      | GP Schwarzwald                                 | 1.1  | Fabian Wegmann        | Gerolsteiner               |
| 5.      | GP Kanton Aargau                               | 1.HC | Alexandre Moos        | Phonak Hearing Systems     |
| 5.      | Coppa della Pace                               | 1.2  | Wassil Kiryjenka      | Phonak Hearing Systems     |
| 5.      | Memorial Philippe Van Coningsloo               | 1.2  | Hans Dekkers          | Rabobank Continental       |
| 5.      | GP Kranj                                       | 1.2  | Martin Hvastija       | Perutnina Ptuj             |
| 6.–11.  | Volta a Lleida                                 | 2.2  | Branislau Samojlau    | Phonak Hearing Systems     |
| 7.–12.  | Bałtyk-Karkonosze Tour                         | 2.2  | Radosław Romanik      | DHL-Author                 |
| 8.–12.  | Ringerike Grand Prix                           | 2.2  | Are Hunsager Andresen | Sparebanken Vest           |
| 9.–12.  | Slowenien-Rundfahrt                            | 2.1  | Przemysław Niemiec    | Miche                      |
| 10.–12. | GP CTT Correios de Portugal                    | 2.1  | Alexei Markow         | Milaneza-Maia              |
| 12.     | Flèche Hesbignonne                             | 1.2  | Geert Verheyen        |                            |
| 14.–19. | Serbien-Rundfahrt                              | 2.2  | Matija Kvasina        | Perutnina Ptuj             |
| 15.     | Subida al Naranco                              | 1.1  | Rinaldo Nocentini     | Acqua e Sapone             |
| 15.–18. | Ster Elektrotoer                               | 2.1  | Stefan Schumacher     | Shimano-Memory Corp        |
| 15.–21. | Circuito Montañés                              | 2.2  | Sergio Domínguez      | Spiuk-Semar                |
| 16.–19. | Route du Sud                                   | 2.1  | Sandy Casar           | fdjeux.com                 |
| 16.–19. | Mainfranken-Tour                               | 2.2  | Matthieu Ladagnous    |                            |
| 16.–19. | Boucles de la Mayenne                          | 2.2  | Aleksandr Kuschynski  | Amore & Vita-Beretta       |
| 17.–21. | Vuelta a Asturias                              | 2.1  | Adolfo García Quesada | Comunidad Valenciana       |
| 19.     | Raiffeisen Grand Prix                          | 1.2  | Krzysztof Ciesielski  | DHL-Author                 |
| 19.     | Flèche Ardennaise                              | 1.2  | Francis De Greef      | Bodysol                    |
| 22.     | Brüssel-Ingooigem                              | 1.1  | Bert Roesems          | Davitamon-Lotto            |
| 22.     | Noord-Nederland-Tour                           | 1.1  | Stefan van Dijk       | MrBookmaker.com-SportsTech |
| 26.     | Giro Valli Aretine                             | 1.2  | Gianluca Moi          |                            |
| 28.     | Trofeo Città di Brescia                        | 1.2  | Matteo Bono           |                            |
| 28.     | Mittelmeerspiele – Straßenrennen               | JR   | Mathieu Perget        | Frankreich                 |
| 29.     | Wielertrofee Jong Maar Moedig                  | 1.2  | Gert Vanderaerden     |                            |
| 29.-3.  | Course de la Solidarité Olympique              | 2.1  | Piotr Wadecki         | Intel-Action               |

## Juli
| Datum   | Rennen                                       | Kat. | Sieger                    | Team                        |
| ------- | -------------------------------------------- | ---- | ------------------------- | --------------------------- |
| 2.      | Tour du Jura                                 | 1.2  | Glen Chadwick             | Cyclingnews.com             |
| 2.      | Cronoscalata Gardone V.T. - Prati di Caregno | 1.2  | Branislau Samojlau        |                             |
| 2.      | Mittelmeerspiele – Zeitfahren                | JR   | Jesús Tendero             | Spanien                     |
| 3.      | Tour du Doubs                                | 1.1  | Philip Deignan            | AG2R                        |
| 3.      | Trofeo Matteotti                             | 1.1  | Ruggero Marzoli           | Acqua e Sapone              |
| 3.      | Freccia dei Vini                             | 1.2  | Maurizio Bellin           | Acqua e Sapone              |
| 4.      | Chieti-Casalincontrada-Block-Haus            | 1.2  | Paul Crake                | Radrennteam Graz Corratec   |
| 4.–10.  | Österreich-Rundfahrt                         | 2.1  | Juan Miguel Mercado       | Quick Step                  |
| 6.–10.  | Troféu Joaquim Agostinho                     | 2.1  | Gerardo Fernández         | Paredes Rota dos Moveis     |
| 7.–9.   | GP Cycliste de Gemenc                        | 1.2  | Martin Prázdnovský        | CK ZP Sport A.S. Podbrezova |
| 9.      | Giro della Valsesia 1                        | 1.2  | Simone Bruson             |                             |
| 10.     | Pomorski Klasyk                              | 1.2  | Piotr Wadecki             | Intel-Action                |
| 10.     | Grand Prix de Dourges                        | 1.2  | Gregorz Kwiatkowski       |                             |
| 10.     | Giro della Valsesia 2                        | 1.2  | Piergiorgio Camussa       |                             |
| 10.     | Giro del Medio Brenta                        | 1.2  | Manuele Spadi             | Ceramica Flaminia           |
| 10.     | De Drie Zustersteden                         | 1.2  | Peter Wuyts               | MrBookmaker.com-SportsTech  |
| 17.     | Giro del Casentino                           | 1.2  | Wassil Kiryjenka          |                             |
| 17.     | Coppa Colli Briantei                         | 1.2  | Harald Starzengruber      |                             |
| 20.–24. | Sachsen-Tour                                 | 2.1  | Mathew Hayman             | Rabobank                    |
| 22.–24. | Brixia Tour                                  | 2.1  | Emanuele Sella            | Ceramica Panaria-Navigare   |
| 23.     | Grand Prix Bradlo                            | 1.2  | Martin Riška              | PSK Whirlpool               |
| 24.     | Gran Premio Inda                             | 1.2  | Daniele Di Nucci          |                             |
| 24.     | Grand Prix de la ville de Pérenchies         | 1.2  | Aivaras Baranauskas       |                             |
| 25.     | Prueba Villafranca de Ordizia                | 1.1  | Carlos García Quesada     | Comunidad Valenciana        |
| 25.–29. | Tour de la Région Wallonne                   | 2.HC | Luca Celli                | Barloworld-Valsir           |
| 26.–30. | Wyscig Dookola Mazowsza                      | 2.1  | Piotr Zaradny             | Knauf                       |
| 30.     | LuK Challenge                                | 1.1  | Jens Voigt / Bobby Julich | CSC                         |
| 31.     | Circuito de Getxo                            | 1.1  | David Fernández           | Andalucia-Paul Versan       |
| 31.     | Polynormande                                 | 1.1  | Philippe Gilbert          | fdjeux.com                  |

## August
| Datum   | Rennen                                      | Kat. | Sieger                | Team                                |
| ------- | ------------------------------------------- | ---- | --------------------- | ----------------------------------- |
| 2.–4.   | Paris–Corrèze                               | 2.1  | Frédéric Finot        | fdjeux.com                          |
| 2.–6.   | Vuelta a León                               | 2.2  | Enrique Salgueiro     | Spiuk-Semar                         |
| 3.–7.   | Dänemark-Rundfahrt                          | 2.HC | Ivan Basso            | CSC                                 |
| 4.      | GP Città di Camaiore                        | 1.1  | Maxim Iglinski        | Domina Vacanze                      |
| 4.–6.   | Tour of Małopolska                          | 2.2  | Cezary Zamana         | Intel-Action                        |
| 5.–15.  | Portugal-Rundfahrt                          | 2.HC | Wladimir Jefimkin     | Barloworld-Valsir                   |
| 6.      | Giro del Lazio                              | 1.HC | Filippo Pozzato       | Quick Step                          |
| 7.      | Sparkassen-Giro Bochum                      | 1.1  | Lubor Tesař           | Team Akud                           |
| 7.–10.  | Tour de l’Ain                               | 2.1  | Carl Naibo            | Bretagne-Jean Floc'h                |
| 7.–11.  | Burgos-Rundfahrt                            | 2.HC | Juan Carlos Domínguez | Saunier Duval-Scott                 |
| 9.      | GP Fred Mengoni                             | 1.1  | Luca Mazzanti         | Ceramiche Panaria                   |
| 10.     | Trofeo Città di Castelfidardo               | 1.1  | Murilo Fischer        | Naturino-Sapore di Mare             |
| 10.–14. | Regio-Tour                                  | 2.1  | Nico Sijmens          | Landbouwkrediet-Colnago             |
| 13.     | Rund um die Hainleite                       | 1.1  | Bert Grabsch          | Phonak Hearing Systems              |
| 13.     | Gran Premio Città di Felino                 | 1.2  | Matteo Priamo         |                                     |
| 14.     | Coupe des Stations Balnéaires des Carpathes | 1.2  | Radosław Romanik      | DHL-Author                          |
| 14.     | Memoriał Henryka Łasaka                     | 1.1  | Marek Maciejewski     | PSB Atlas Orbea                     |
| 14.     | Subida Urkiola                              | 1.1  | Joaquim Rodríguez     | Saunier Duval-Scott                 |
| 14.     | Trofeo Internazionale Bastianelli           | 1.2  | Davide Torosantucci   | Universal Caffé-Styloffice          |
| 14.     | Scandinavian Open                           | 1.2  | Christofer Stevenson  | Saunier Duval-Scott                 |
| 14.     | Havant International Grand Prix             | 1.2  | Russell Downing       | Recycling.co.uk-MG-Xpower-Litespeed |
| 15.     | Puchar Ministra Obrony Narodowej            | 1.2  | Grzegorz Żołędziowski | Legia-Bazyliszek                    |
| 16.     | Tre Valli Varesine                          | 1.HC | Stefano Garzelli      | Liquigas-Bianchi                    |
| 16.     | GP Capodarco                                | 1.2  | Fernando Herrero      |                                     |
| 16.–19. | Tour du Limousin                            | 2.1  | Sébastien Joly        | Crédit Agricole                     |
| 17.     | Coppa Agostoni                              | 1.1  | Paolo Valoti          | Domina Vacanze                      |
| 17.     | Gara Ciclistica Milionaria                  | 1.2  | Davide Torosantucci   | Universal Caffé-Styloffice          |
| 18.     | Coppa Bernocchi                             | 1.1  | Danilo Napolitano     | L.P.R.                              |
| 20.     | Tour de Rijke                               | 1.1  | Stefan van Dijk       | MrBookmaker.com-SportsTech          |
| 20.     | Giro del Veneto                             | 1.HC | Eddy Mazzoleni        | Lampre-Caffita                      |
| 20.     | Szlakiem Walk Majora Hubala                 | 1.2  | Tomasz Kiendyś        | Knauf                               |
| 20.     | Gran Premio Área Metropolitana              | 1.2  | Francisco García      | Paredes Rota dos Móveis             |
| 21.     | Clasica Ciclista los Puertos                | 1.1  | Xabier Zandio         | Illes Balears                       |
| 21.     | Châteauroux Classic de l’Indre              | 1.1  | Jimmy Casper          | Cofidis                             |
| 21.     | Gran Premio Ciudad de Vigo                  | 1.2  | José Carlos Rodrigues | Paredes Rota dos Móveis             |
| 23.     | GP Stad Zottegem                            | 1.1  | Thomas Dekker         | Rabobank                            |
| 23.–26. | Tour du Poitou Charentes                    | 2.1  | Sylvain Chavanel      | Bouygues Télécom                    |
| 24.     | Druivenkoers Overijse                       | 1.1  | Leonardo Duque        | Jartazi Granville                   |
| 24.     | GP Nobili Rubinetterie                      | 1.1  | Damiano Cunego        | Lampre-Caffita                      |
| 25.     | GP Carnaghese                               | 1.1  | Simon Gerrans         | AG2R                                |
| 28.     | Rund um den Sachsenring                     | 1.2  | Karsten Volkmann      | RSH                                 |
| 29.     | Grand Prix de Beuvry la Forêt               | 1.2  | Maint Berkenbosch     | Trientalis APAC Team                |
| 30.     | Schaal Sels-Merksem                         | 1.1  | Marcin Sapa           | Knauf                               |
| 30.-4.  | Tour of Britain                             | 2.1  | Nick Nuyens           | Quick Step                          |
| 30.-4.  | Giro della Valle d’Aosta                    | 2.2  | Morris Possoni        | Lampre-Caffita                      |
| 31.-4.  | Hessen-Rundfahrt                            | 2.1  | Cezary Zamana         | Intel-Action                        |
| 31.-4.  | Slowakei-Rundfahrt                          | 2.2  | Martin Prázdnovský    | CK ZP Sport A.S. Podbrezova         |

## September
| Datum   | Rennen                                       | Kat. | Sieger                              | Team                        |
| ------- | -------------------------------------------- | ---- | ----------------------------------- | --------------------------- |
| 1.      | Trofeo Melinda                               | 1.1  | Damiano Cunego                      | Lampre-Caffita              |
| 1.–10.  | Tour de l’Avenir                             | 2.1  | Lars Bak                            | CSC                         |
| 2.–4.   | Stuttgart–Straßburg                          | 2.2  | Michael Muck                        | Aguti                       |
| 3.      | Coppa Placci                                 | 1.HC | Paolo Valoti                        | Domina Vacanze              |
| 4.      | GP Jef Scherens Leuven                       | 1.1  | Joost Posthuma                      | Rabobank                    |
| 4.      | Giro della Romagna                           | 1.1  | Danilo Napolitano                   | L.P.R.                      |
| 4.      | Duo Normand                                  | 1.2  | Sylvain Chavanel / Thierry Marichal | Cofidis                     |
| 7.      | Memorial Rik van Steenbergen                 | 1.1  | Jean-Patrick Nazon                  | AG2R                        |
| 8.–11.  | Giro di Toscana                              | 2.2  | Sergei Firsanow                     |                             |
| 10.     | Paris-Brüssel                                | 1.HC | Robbie McEwen                       | Davitamon-Lotto             |
| 10.–16. | Bulgarien-Rundfahrt                          | 2.2  | Martin Prázdnovský                  | CK ZP Sport A.S. Podbrezova |
| 11.     | Rund um die Nürnberger Altstadt              | 1.1  | Ronny Scholz                        | Gerolsteiner                |
| 11.     | Grand Prix de Fourmies                       | 1.HC | Robbie McEwen                       | Davitamon-Lotto             |
| 14.     | Grand Prix de Wallonie                       | 1.1  | Nick Nuyens                         | Quick Step                  |
| 16.     | Kampioenschap van Vlaanderen                 | 1.1  | Sergey Lagutin                      | Landbouwkrediet             |
| 16.–17. | Prix du Conseil Général – Tour de la Somme   | 2.2  | Erki Pütsep                         | AG2R                        |
| 17.     | Giro Colline del Chianti Val d’Elsa          | 1.1  | Guillermo Rubén Bongiorno           | Ceramiche Panaria           |
| 18.     | Giro del Canavese                            | 1.2  | Oscar Gatto                         |                             |
| 18.     | Trofeo Gianfranco Bianchin                   | 1.2  | Matteo Priamo                       |                             |
| 18.     | GP Industria & Commercio di Prato            | 1.1  | Murilo Fischer                      | Naturino-Sapore di Mare     |
| 18.     | Grand Prix d’Isbergues                       | 1.1  | Nico Eeckhout                       | Chocolade Jacques           |
| 18.     | Chrono Champenois                            | 1.2  | Mathieu Heijboer                    | Rabobank Continental        |
| 18.     | Omloop van het Houtland Lichtervelde         | 1.2  | Kevin Van Impe                      | Chocolade Jacques-T Interim |
| 22.     | Straßen-Radweltmeisterschaft – Zeitfahren    | CM   | Michael Rogers                      | Quick Step-Innergetic       |
| 24.     | Delta Profronde                              | 1.1  | Bram de Groot                       | Rabobank                    |
| 25.     | Straßen-Radweltmeisterschaft – Straßenrennen | CM   | Tom Boonen                          | Quick Step-Innergetic       |
| 27.     | Omloop van de Vlaamse Scheldeboorden         | 1.1  | Nico Eeckhout                       | Chocolade Jacques           |
| 27.     | Ruota d’Oro                                  | 1.2  | Luca Mazzanti                       | Ceramiche Panaria-Navigare  |
| 29.-2.  | Circuit Franco-Belge                         | 2.1  | Marco Zanotti                       | Liquigas-Bianchi            |

## Oktober
| Datum | Rennen                    | Kat. | Sieger                | Team                    |
| ----- | ------------------------- | ---- | --------------------- | ----------------------- |
| 1.    | Memorial Cimurri          | 1.1  | Murilo Fischer        | Naturino-Sapore di Mare |
| 1.    | Piccolo Giro di Lombardia | 1.2  | Ruslan Hryschtschenko | Naturino-Sapore di Mare |
| 6.    | Coppa Sabatini            | 1.1  | Alessandro Bertolini  | Domina Vacanze          |
| 6.    | Paris–Bourges             | 1.1  | Lars Bak              | CSC                     |
| 8.    | Giro dell’Emilia          | 1.HC | Gilberto Simoni       | Lampre-Caffita          |
| 9.    | GP Beghelli               | 1.1  | Murilo Fischer        | Naturino-Sapore di Mare |
| 11.   | Nationale Sluitingprijs   | 1.1  | Gert Steegmans        | Davitamon-Lotto         |
| 13.   | Piemont-Rundfahrt         | 1.HC | Murilo Fischer        | Naturino-Sapore di Mare |